# Werner Guse
Werner Guse (* 18. Juli 1922 in Schönebeck (Elbe); † 2. November 1977 in Magdeburg) war ein deutscher Politiker (SED). Er war zeitweilig Zweiter Sekretär der SED-Bezirksleitung Magdeburg.

## Leben
Guse, Sohn eines Schriftsetzers, besuchte von 1928 bis 1937 die Volks- und die Mittelschule und erlernte zwischen 1937 und 1941 in Haldensleben den Beruf des Buchdruckers. 1941 wurde er zum Reichsarbeitsdienst nach Frankreich und dann – im selben Jahr noch – zum Kriegsdienst in der Wehrmacht eingezogen. Er geriet als Obergefreiter im Januar 1945 in sowjetische Kriegsgefangenschaft. Guse verbrachte diese zunächst bis Mai 1945 in den Lagern Budapest und Focșani. Danach wurde er in ein Lager nach Borissow verlegt, wo er bis August 1946 als Torfsticharbeiter tätig war. Da Guse Bestarbeiter wurde, verlegte man ihn anschließend in ein Traktorenwerk nach Minsk, wo er bis September 1947 zunächst als Brigadier im Hoch- und Tiefbau, später als Mitglied der Antifa-Lagerleitung und Jugendpropagandist tätig war.
Nach seiner Rückkehr aus der Kriegsgefangenschaft 1947 war er zunächst wieder als Buchdrucker tätig und dann von 1948 bis Mai 1950 Abteilungsleiter in der Mitteldeutschen Druckerei Haldensleben. Im Dezember 1947 schloss er sich der SED an. Von Mai bis Dezember 1950 war er Organisationsinstrukteur beim Rat des Kreises Haldensleben. Anschließend wirkte er bis 1952 als Landrat des Kreises Eisleben und von 1952 bis Juni 1953 als Erster Sekretär der SED-Kreisleitung Haldensleben. Im September 1953 delegierte ihn die SED zu einem Einjahreslehrgang an die Parteihochschule der KPdSU in Moskau. Anschließend fungierte Guse bis 1959 als Erster Sekretär der SED-Kreisleitung Magdeburg-Stadt. Von November 1959 bis Juli 1960 übernahm er die Leitung der Abteilung Leitende Parteiorgane beim ZK der SED. Danach wirkte Guse bis Mai 1964 als Zweiter Sekretär der SED-Bezirksleitung Magdeburg. Anschließend erfolge seine Ablösung als Zweiter Sekretär, da er nach Einschätzung des Ersten Sekretärs, Alois Pisnik, seinen Aufgaben ganz ungenügend nachkam. Für Guse wurde die Beschäftigung als stellvertretender Direktor für Industrieanlagen im VEB Schwermaschinenbau „Karl Liebknecht“ in Magdeburg gefunden.

## Auszeichnungen
- Vaterländischer Verdienstorden in Bronze (1959)